# Johann Melchior Dinglinger

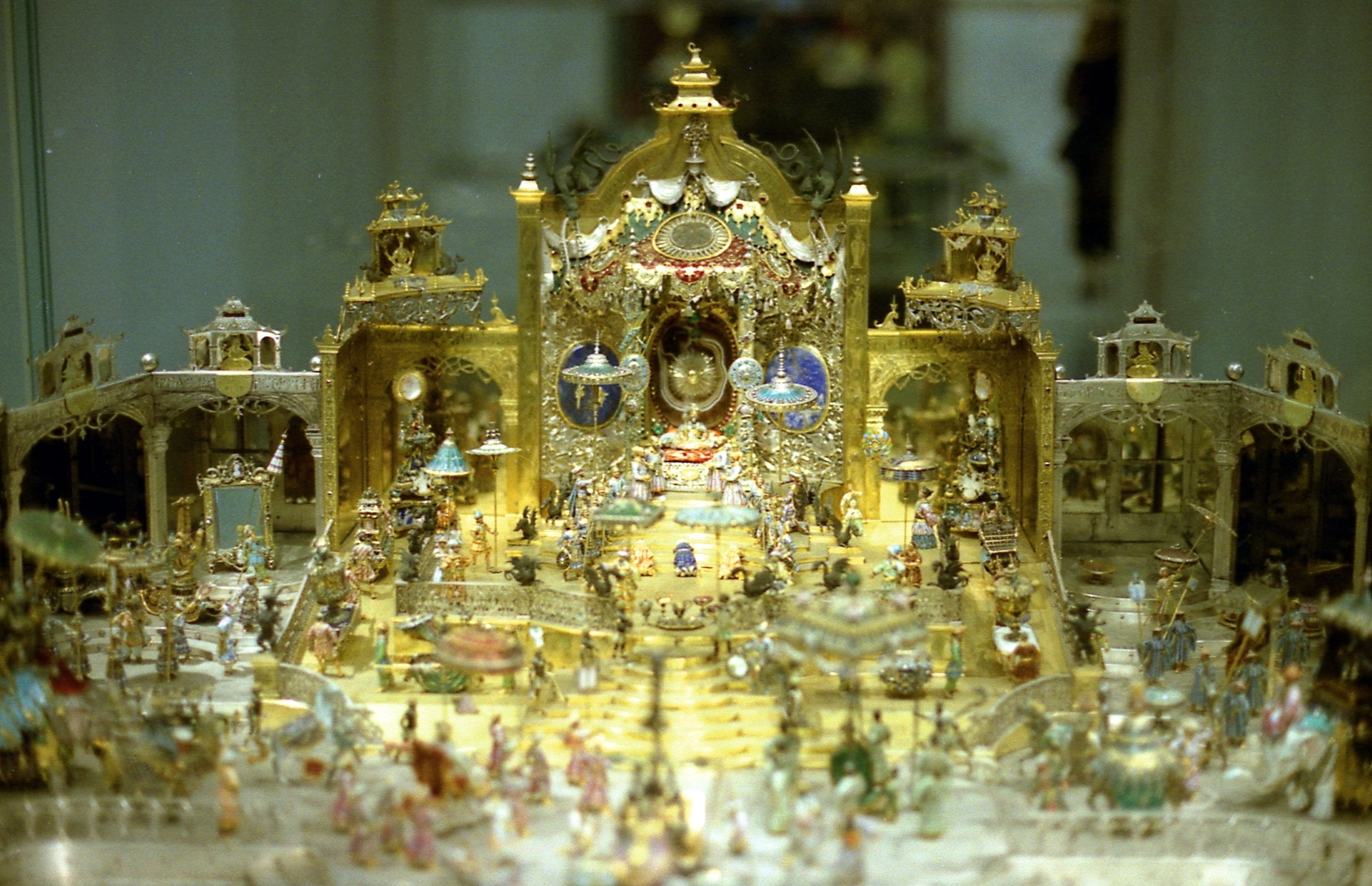
La corte imperial mogol de Shahjahanabad, el día del cumpleaños del gran Mogol Aurangzeb (1701–1708), obra de Johann Melchior Dinglinger.

Johann Melchior Dinglinger (Biberach an der Riß, 1664 - Dresde, 1731) fue un orfebre alemán. Aprendió su oficio en Ulm y refinó sus técnicas de trabajo en Baviera y Viena. Llegado a Dresde en 1692, entró al servicio del Príncipe Elector. Allí permaneció hasta el fin de su vida. Fue muy reconocido por el virtuosismo de sus realizaciones, entre las que destacan las que hizo para el Elector de Sajonia, Augusto el Fuerte, para las denominadas Grünes Gewölbe ("las bóvedas verdes") en la Residenz de Dresde, usando de materiales preciosos con gran profusión y brillantez. Dinglinger fue quizás el último de los orfebres que trabajaron en la gran escala de Benvenuto Cellini o Wenzel Jamnitzer. Estilísticamente, sus obras reflejan tendencias manieristas fusionadas con la sensibilidad preciosista del rococó imperante.
Con la Fuente de Dinglinger, el joyero creó un tipo especial de monumento. Su ubicación original estaba en un muro del patio de Frauengasse, donde vivía Dinglinger. La casa era uno de los lugares de interés de Dresde por sus curiosidades: un observatorio, un reloj meteorológico y un camión de bomberos. Durante la Guerra de los Siete Años, la casa fue incendiada y posteriormente reconstruida. En la Segunda Guerra Mundial, todos los edificios del Neumarktviertel quedaron en gran parte destruidos, incluida la Dinglingerhaus. La fuente se conservó y está unida a la Gewandhaus desde 1966. Dinglinger también poseía una casa de campo con un viñedo en Loschwitz, Dinglingers Weinberg, en la actual Schevenstraße.